# Philip Pullman
Philip Pullman (Norwich; 19 de octubre de 1946) es un escritor británico, principalmente conocido por ser el autor de las trilogías narrativas La materia oscura y El Libro de la Oscuridad.

## Premios
El primer volumen de La materia oscura, Luces del norte, obtuvo en 1995 el premio Carnegie Medal, concedido a las mejores obras del género infantil y juvenil. Además, una encuesta en línea realizada en 2007 le proclamó el más popular ganador de dicho premio en sus 70 años de historia. La serie completa se colocó en el tercer puesto de The Big Read, la encuesta sobre gustos literarios que organizó la BBC en el año 2003. En 2005 fue galardonado con el premio Memorial Astrid Lindgren.

## Obras

### Novelas
- The Haunted Storm (1972)
- Galatea (1976)
- El buen Jesús y Cristo el malvado (The Good Man Jesus and the Scoundrel Christ) (2010), novela corta, parte de la Canongate Myth Series

### Novelas juveniles
Serie La materia oscura (His Dark Materials)
Trilogía La materia oscura (His Dark Materials):
La trilogía, la cual se ha convertido en la obra más conocida de Pullman, ha suscitado constantes críticas desde distintos sectores cristianos conservadores, entre ellos la Liga Católica de Estados Unidos, especialmente desde el estreno de la película sobre el primer libro, La brújula dorada, de 2007 y la serie basada en la trilogía (la materia oscura), que cuenta con tres temporadas (HBOmax y BBC) Este best seller está formado por una trilogía de novelas:
1. Luces del norte (Northern Lights en el Reino Unido, The Golden Compass en Estados Unidos) (1995)
2. La daga (The Subtle Knife) (1997)
3. El catalejo lacado (The Amber Spyglass) (2000)

Trilogía El Libro de la Oscuridad, o El Libro del Polvo (The Book of Dust):
1. La bella salvaje (La Belle Sauvage) (2017)[5][6]
2. La comunidad secreta (The Secret Commonwealth) (2019), se sitúa 20 años después de La bella salvaje y 7 años después de El catalejo lacado
3. El Campo de Rosas (se publicara en octubre de 2025)

Historias relacionadas:
- El Oxford de Lyra (Lyra's Oxford) (2003), novela corta, situada 2 años después de El catalejo lacado[7]
- Érase una vez en el norte (Once Upon a Time in the North) (2008), novela corta, precuela de Luces del norte.[8]
- "The Collectors" (2014), cuento, situado entre La bella salvaje y Luces del norte
- Serpentine (2020), novela corta, situada 5 años después de El catalejo lacado y antes de La comunidad secreta

La popularidad de La materia oscura llevó a New Line Cinema a comprar los derechos para llevar la trilogía al cine, lanzándose la versión cinematográfica de la primera novela a finales de 2007, bajo el título de La brújula dorada.
En 2019, BBC One y HBO estrenaron la serie televisiva La materia oscura, basada en la trilogía de libros.
Serie Sally Lockhart
1. La maldición del rubí (The Ruby in the Smoke) (1985)
2. Sally y la sombra del norte (The Shadow in the North, o The Shadow in the Plate) (1986)
3. Sally y el tigre en el pozo (The Tiger in the Well) (1990)
4. Sally y la princesa de hojalata (The Tin Princess) (1994)

La falta de uniformidad de los títulos se debe a que el primer libro lo publicó en España Montena Mondadori, mientras que los demás estuvieron a cargo de Umbriel Editores.
Independientes
- How to Be Cool (1987)
- El puente roto (The Broken Bridge (1990)
- El tatuaje de la mariposa (The White Mercedes) (1992), reeditado como The Butterfly Tattoo (1998)

### Novelas infantiles
Serie The New-Cut Gang:
1. Thunderbolt's Waxwork (1994)
2. The Gas-Fitters' Ball (1995)

Independientes:
- El conde Karlstein (Count Karlstein) (1982)
- ¡Yo era una rata! (I was a Rat! or The Scarlet Slippers) (1999)
- Jack Pieselados (Spring-Heeled Jack) (1989)
- El espantapájaro y su sirviente (The Scarecrow and his Servant) (2004)

### Cuentos infantiles
Colecciones:
- Fairy Tales From The Brothers Grimm (2012), colección de 50 cuentos

No publicados en colecciones:
- El reloj mecánico (Clockwork, or All Wound Up) (1995), novela corta
- Lila y el secreto de los fuegos (The Firework-Maker's Daughter) (1995), novela corta

### Libros infantiles
- The Wonderful Story of Aladdin and the Enchanted Lamp (1993), libro ilustrado
- Mossycoat (1998), libro ilustrado
- Puss in Boots: The Adventures of That Most Enterprising Feline (2000), libro ilustrado

### Cómics
- The Adventures of John Blake (2008)

### Obras de teatro
- Frankenstein (1990)
- Sherlock Holmes and the Limehouse Horror (1992)

### No ficción
- Ancient Civilizations (1978), historia
- Using the Oxford Junior Dictionary (1978), guía
- Daemon Voices: Essays on Storytelling (2017), ensayos